# Baronesa de Rothschild
Baronesa de Rothschild (Baronne de Rothschild) es un retrato de 1848 obra del pintor neoclásico Jean-Auguste-Dominique Ingres. 
La modelo, Betty de Rothschild (1805-1886), casada con el banquero James Mayer de Rothschild, era una de las mujeres más ricas de Europa y una de las patronas de las artes parisinas más destacadas. Su belleza y elegancia eran ampliamente conocidas y celebradas, sirviendo incluso de inspiración a Heinrich Heine para su poema "El Ángel". Para la elaboración del cuadro, Ingres trató de infundir símbolos de la riqueza material de Betty así como de la dignidad, gracia y belleza característicos del arte renacentista, especialmente de Rafael, buscando al mismo tiempo el empleo de la técnica de Jan van Eyck. Esta combinación, de acuerdo con los historiadores de arte, es la que sitúa a Ingres lejos de sus contemporáneos modernistas.
Este retrato es en definitiva considerado uno de los trabajos más logrados del pintor, siendo descrito como "quizá la imagen más suntuosa y accesible de la opulencia de mediados del siglo XIX".

## Historia
El retrato permaneció colgado en el salón de Rothschild hasta su muerte en 1886, si bien en 1867 fue prestado para una exhibición póstuma de Ingres en París, siendo exhibido de nuevo públicamente sólo en dos ocasiones más. Durante la ocupación alemana de Francia en el marco de la Segunda Guerra Mundial, el cuadro fue confiscado a los nietos de Betty como propiedad judía, siendo devuelto a la familia en junio de 1946 y exhibido el mismo año en París junto con otras obras repatriadas. Fue exhibido, asimismo, en la exposición por el centenario de la obra de Ingres en 1967-1968 en el Petit Palais en París.

## Contexto
Betty pidió por primera vez un retrato a Ingres en 1841, época en que el pintor era muy solicitado como retratista. No obstante, la ambición de Ingres eran las pinturas de carácter histórico, considerando dicho arte a un nivel mucho más elevado que los retratos y dependiendo económicamente de encargos de la realeza. Debido a que por aquel entonces ya gozaba de una situación desahogada, Ingres rechazó el encargo. Sin embargo, tras un encuentro con Betty en un baile, el artista la encontró tan encantadora que accedió finalmente a elaborar su retrato. En una carta fechada el 26 de junio de 1842 y dirigida a su amigo Jean-Pierre-François Gilibert, Ingres escribió: "Martes, tengo una sesión definitiva con Mme. de Rothschild, que llegó al precio de una docena de pueriles y sinceras cartas. ¡Larga vida a los retratos! ¡quizá Dios los maldiga... !".
La pintura no estuvo terminada hasta seis años después; hubo inicios que debieron ser rectificados, interrumpiéndose el progreso de la obra mientras Ingres invertía su tiempo en la elaboración de otros retratos (incluyendo el retrato de Fernando Felipe de Orleans, duque de Orleans, muerto en un accidente de carruaje en 1842). A pesar de que para febrero de 1843 Ingres ya había terminado el rostro de Betty, en junio de 1844 el pintor decidió empezar de nuevo. Pese a que se considera que la primera versión del retrato no sobrevivió, es probable que Ingres la borrase y pintase la nueva versión encima de la anterior. En junio de 1847, el pintor escribió: "apenas he terminado Mme. de Rothschild, empezado de nuevo mejor, y el retrato de Mme Moitessier". La pintura fue completada en 1848.

## Composición
Rothschild luce un vestido de noche de satén rosa con hileras de fruncidos en el dobladillo y volantes de encaje en cuello y mangas, adornados a su vez con lazos a tono con el vestido. Asimismo, lleva el cabello recogido sobre las orejas y adornado con un tocado de terciopelo negro decorado con plumas de avestruz. Betty aparece retratada sentada en un sofá de terciopelo rojo, con los brazos y piernas en una postura relajada, representándola el pintor como si estuviese asistiendo a una velada con amigos.

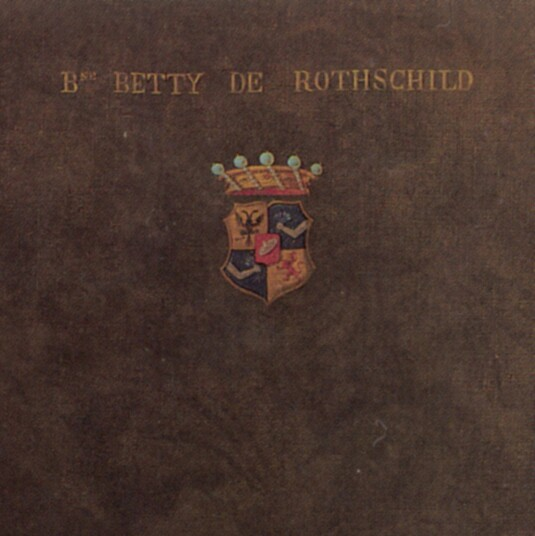
Detalle del escudo de armas.

Rothschild aparece situada en una posición inusualmente baja respecto al plano pictórico, otorgándole un aspecto de vulnerabilidad en relación con la obvia altura con que aparece representada la inscripción heráldica y el escudo de armas en la parte superior derecha de la obra. El cuadro está dominado por dos elementos: el vestido rosa de satén y la dulzura de la expresión de su rostro perfectamente ovalado y casi idealizado. Mientras que el rostro de Betty mira directamente al espectador casi de la misma forma que el retrato de Ingres de 1832 de Monsieur Bertin, la imagen se ve suavizada por el atractivo tanto de su pose como del vestido. Esta calidez se ve contrastada a su vez por el fondo de color marrón, sobrio y opaco, el cual ayuda a compensar el esplendor de la modelo.
En contraste con el retrato de Bertin, el cual requirió de un gran esfuerzo por parte de Ingres para llegar a la pose final, el pintor, aparentemente, estableció la composición básica del retrato de Rothschild en la primera sesión. La elaboración de la parte superior del cuerpo de Betty pudo haber estado parcialmente inspirado en el retrato de Louise d'Épinay de 1759, obra del pintor suizo Jean-Étienne Liotard, por quien Ingres sentía una gran admiración. La viveza del retrato de Ingres se ve mejorada por la forma en que la modelo se inclina hacia delante con las piernas cruzadas. De acuerdo con la historiadora de arte Aileen Ribiero: "la pose de Madame de Rothschild - la forma en que cruza sus piernas de modo que la forma de la rodilla puede claramente ser vista - podría haber sido considerado como bastante arriesgado, si hemos de creer los libros de etiqueta", en los cuales por aquel entonces se advertía de que una mujer no debía cruzar las piernas estando sentada.
Muchos críticos han notado el inusual uso de la luz por parte del pintor; las sombras del vestido de Betty son más planas que las áreas iluminadas de tela, pero, paradójicamente, se encuentran justo encima de ellas en la superficie del lienzo. Como es típico en los retratos de Ingres, el artista no dotó a la modelo de una representación anatómica correcta en las zonas visibles de su cuerpo, las cuales parecen carecer de estructura ósea además de lucir una doblez y curvatura inusual.